# T.A.T.u.

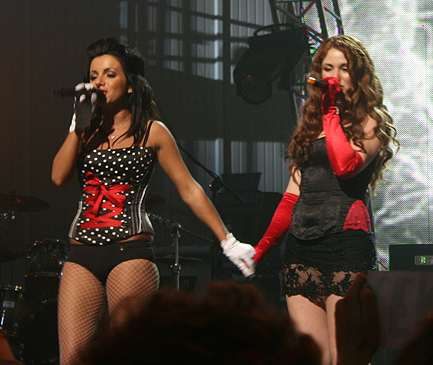
t.A.T.u. în 2008 la Viva Comet Awards

t.A.T.u. sau Tatu (în rusă Тату) a fost un duet faimos de muzică pop format la Moscova, Rusia în anul 1999 de către Ivan Șapovalov. Componentele grupului erau Iulia Volkova și Lena Katina. Cele două au format cea mai comercializată formație rusească pe plan internațional, având o mulțime de fani răspândiți pe toate continentele. Primul album lansat de către cele două, intitulat 200 po vstrecinoi (în traducere literală „Cu 200 pe contrasens”) a fost prima compilație a unei formații sau artist din Rusia care a ajuns la disc de platină pe plan intenațional, pentru ambele versiuni. 
O mare parte din succesul inițial obținut de către cele două s-a bazat pe relația lor (cele două declarându-se lesbiene inițial) și controversele care le-au urmărit. Totuși în anul 2003, în cadrul documentarului Anatomy of t.A.T.u. Katina și Volkova au dezvăluit că totul a ținut de promovarea grupului și că ele nu sunt lesbiene. În 2004 cele două s-au despărțit pentru o scurtă perioadă din pricina sarcinii pe care a avut-o Volkova. Anul următor ele s-au reîntors în studio, pentru a înregistra un nou album intitulat Liudi invalidî (în traducere literală, Persoane cu disabilități). În anul 2006 grupul a lansat o compilație și au rezițiat contractul pe care îl aveau cu Universal Music. Un al treilea album în limba rusă, intitulat Vesiolîie ulîbki⁠(d) a fost lansat în luna decembrie a anului 2008 în timp ce Happy Smiles⁠(d) (cel de-al treilea album în limba engleză) va fi lansat probabil sus statutul de coloană sonoră a filmului You and I.
Imaginea grupului t.A.T.u. se încadrează bine în cadrul muzicii pop, dar sunetele abordate de către formație pe albumele sale variază de la rock la pop și electronică. Primul album în limba rusă (200 Po Vstrechnoy) e influențat puternic de către rock și dance, dar primul în limba engleză (200 km/h in the Wrong Lane⁠(d)) adoptă un stil mai electronic. Cel de-al doilea album al trupei (Dangerous and Moving⁠(d)) este mult mai tradițional decât precedentul, urmând firul muzicii pop-rock.

## Istorie

### 1999: Formarea trupei
În anul 1998 producătorul rus Ivan Șapovalov⁠(d) și partenerul său de afaceri, Alexandr Voitinski au hotărât să materializeze un proiect ce viza o nouă trupă rusească. Din momentul începerii proiectului au fost stârnite multe controverse. Într-un interviu acordat tabloidului britanic The Sun în anul 2003 Șapovalov a declarat: 
| “ | Am observat că mulți caută material pornografic pe internet și că aceștia preferă sexul prematur. Am văzut că nevoile lor nu erau satisfăcute. Mai târziu m-am răzgândit, aveam dreptate. Acestea coincid cu dorințele mele. Am preferat fete minore. | ” |

Șapovalov și Voitinski au organizat audiții la studiourile Mosfilm la Moscova, în ultima parte a anului 1999 căutând cântărețe adolescente.
După terminarea audițiilor, Șapovalov și Voitinski și-au îndreptat atenția spre un grup restrâns format din zece fete printre care se aflau și foste membre ale formației Neposedi, Katina și Volkova. Ambele s-au făcut remarcate prin intermediul vocilor bune și al înfățișării, dar producătorii au ales-o numai pe Lena Katina, în vârstă de 15 ani la acea perioadă. Aceasta a început să înregistreze demo-uri precum Iugoslavia, o melodie despre războiul din Iugoslavia. După mai multe repetiții Șapovalov a insistat să adauge o a doua membră la acest proiect. Ulterior cei doi au ales-o pe Iulia Volkova, în vârstă de 14 ani la acea perioadă.
După completarea formației, producătorii au hotărât să numească trupa Тату (Tatu). Ei au declarat că numele poate fi interpretat „această fată o iubește pe acea fată”. Totuși aceasta este o simplă interpretare deoarece în numele formației nu există niciun verb. Numele vine de la „ta” (pronumele  „acesta” în cazul nominativ, genul feminin - „aceasta”) și „tu” (pronumele „acela” în cazul acuzativ, genul feminin - „aceea”) din limba rusă. 
În anul 2002, când t.A.T.u. plănuia să lanseze primul single „All The Things She Said⁠(d)” au vrut să folosească numele „Tatu” dar era deja folosit de către o trupă din Australia. Pentru a evita problemele în legătură cu drepturile de autor, numele a fost schimbat în t.A.T.u., deși pronunția cuvântului a rămas neschimbată.

### 2000-2001:200 po vstrecinoi
Pe parcursul anului următor, Katina și Volkova au înregistrat piese alături de producătorii lor. Voitinskiy a părăsit proiectul, iar Shapovalov a semnat cu Elena Kiper⁠(d), care a devenit co-producătoare și co-autoare a albumului lor de debut.
Primul single al trupei a fost finalizat în anul 2000, intitulat Ia soșla s uma⁠(d) (mai târziu lansat în engleză sub numele All the Things She Said⁠(d)). Melodia descrie frământările sufletești ale unei fete îndrăgostite de o altă fată, dar care se teme de reacția societății. În versuri, ea își cere iertare părinților. Elena Kiper⁠(d) este creditată pentru această piesă, explicând că ideea i-a venit în timp ce adormise la cabinetul dentistului și a visat că săruta o altă femeie. S-a trezit spunând cu voce tare: „Я сошла с ума!” (Ia soșla s uma, adică „Mi-am pierdut mințile”). Se spune că Ivan Shapovalov⁠(d) a adăugat a doua frază a refrenului, „Мне нужна она” (Mne nuzhna ona, adică „Am nevoie de ea”).
Primul lor album, 200 po vstrecinoi, a fost lansat pe 21 mai 2001. Al doilea single, Nas ne dogoneat⁠(d), a fost lansat doar sub formă de videoclip muzical, fără un CD single oficial, deși un disc promoțional conținând Ia soșla s uma⁠(d)/Nas ne dogoneat⁠(d) a fost lansat în Polonia. Ulterior, a urmat și cel de-al treilea single, 30 Minut⁠(d), disponibil exclusiv ca videoclip muzical. Albumul a fost lansat și în Japonia, unde a primit certificarea de aur din partea RIAJ⁠(d).
În 2001, trupa a pornit într-un turneu internațional, unde spectacolele lor au fost descrise ca fiind „precise” și au inclus momente coregrafice în care fetele abordau momente scenice provocatoare.  Turneul a inclus concerte în țări precum Germania, Bulgaria, Slovacia, Cehia și Israel.

### 2002-2003:200 km/h in the Wrong Laneși Eurovision
Pe parcursul anului 2002, producătorul muzical american Jimmy Iovine l-a rugat pe producătorul englez Trevor Horn să creeze versiuni în limba engleză ale pieselor t.A.T.u. Horn a scris versuri noi pentru All the Things She Said⁠(d) și Not Gonna Get Us⁠(d) și le-a antrenat pe Lena Katina și Iulia Volkova să le cânte în engleză. De asemenea, a reînregistrat instrumentația, deoarece nu avea acces la înregistrările originale. Horn l-a descris pe Ivan Șapovalov⁠(d) drept „oribil” și l-a îndepărtat din sesiunile de înregistrare după ce acesta le-a făcut pe fete să plângă. Ulterior, a declarat: „Nu există scurtături, nu poți să forțezi oamenii.”  Trupa era „controlată” de Shapovalov, iar acesta era cunoscut pentru metodele sale stricte în timpul procesului de producție. 
Versiunea în limba engleză a albumului, 200 km/h in the Wrong Lane⁠(d), a fost lansată în decembrie 2002. Primul single extras, All the Things She Said⁠(d), a apărut în vara acelui an și a ajuns pe prima poziție în Australia, Danemarca, Germania, Irlanda, Italia, Japonia, Noua Zeelandă, Norvegia, Elveția și Regatul Unit. Videoclipul piesei a stârnit controverse la nivel global, deoarece le prezenta pe cele două membre, care aveau 17 ani la momentul filmării, sărutându-se în spatele unui gard. Unii critici au considerat că videoclipul promova homosexualitatea și pedofilia, etichetând stilul muzical al trupei drept „pop pedofil”.
Trupa a anunțat turneul Show Me Love Tour, care urma să înceapă în Marea Britanie. Totuși, concertele programate acolo au fost anulate din cauza vânzărilor slabe de bilete. În iulie 2002, revista Blender a lăudat trupa, afirmând: „Am văzut viitorul rock & roll-ului... să spui că nu ai mai văzut sau auzit așa ceva ar fi o subestimare colosală.”  Revista The Face⁠(d) le-a desemnat drept „cele mai tari staruri pop din lume la momentul actual.” 
Pe 25 februarie 2003, t.A.T.u. au ironizat cenzura impusă de NBC, care le-a interzis să se sărute sau să comenteze despre războiul din Irak, purtând tricouri albe cu mesajul în limba rusă „Hui voine⁠(d)!” („Să futem războiul!”). În timpul interpretării piesei All the Things She Said⁠(d), și-au acoperit fețele cu mâinile și s-au sărutat în pauza dintre versuri.
Mesajul de pe tricouri a fost interzis în cadrul emisiunii Jimmy Kimmel Live!⁠(d) și înlocuit cu tricouri pe care scria „Censored”. Cu toate acestea, cele două membre au scris expresia pe mâna lui Jimmy Kimmel.
Următorul single, Not Gonna Get Us⁠(d), a fost lansat în februarie 2003. Deși nu a avut același impact ca single-ul de debut, s-a bucurat de succes în clasamentele muzicale. Cel de-al treilea single, 30 Minutes⁠(d), a fost lansat doar în Europa, împreună cu un videoclip. Cel de-al patrulea single, How Soon Is Now?⁠(d), a fost un cover al piesei The Smiths și a apărut în mai 2003. 
În aceeași lună, Șapovalov a fost arestat după ce a organizat filmarea videoclipului Show Me Love⁠(d) în Piața Roșie din Moscova, în ciuda refuzului autorităților de a-i acorda permisiunea.  Acesta a încercat, de asemenea, să filmeze în preajma turnului Big Ben și în alte locații din Londra. Înregistrările realizate au fost ulterior folosite pentru videoclipul piesei, deși melodia nu a fost lansată oficial în alte țări decât Polonia. 
Tot în mai 2003, t.A.T.u. au reprezentat Rusia la Eurovision Song Contest 2003, unde au ocupat locul al treilea. După concurs, postul rus Channel One a contestat rezultatele, acuzând postul irlandez RTÉ că a folosit un juriu de rezervă în locul televotului, ceea ce ar fi putut schimba rezultatul final. RTÉ a publicat apoi rezultatele televotului, arătând că Turcia ar fi câștigat în continuare, indiferent de metoda folosită. Universal Music Russia⁠(d), casa de discuri a trupei, s-a opus inițial participării, argumentând că Eurovision este un concurs pentru „artiști în ascensiune” și că t.A.T.u. ar fi trebuit să se concentreze pe noul album în loc să participe la competiție. 
În aceeași lună, turneul promoțional din Germania a fost amânat pentru a permite trupei să participe la MTV Movie Awards 2003, unde au susținut un recital.  În iunie, au anulat și concertele programate în Riga și Japonia, ceea ce a dus la un proces intentat de Pasadena Group Promotion, care a cerut despăgubiri de 180.000 de dolari. 
Pe 26 septembrie 2003, trupa a lansat albumul de remixuri Remixes. În noiembrie 2003, albumul a fost lansat și în Rusia , conținând două piese noi: Prostiye Dvizheniya, un single controversat lansat în Rusia în vara anului 2002 , și Ne Ver', Ne Boisia, piesa interpretată la Eurovision 2003. Pe 24 noiembrie 2003, a apărut DVD-ul Screaming for More, cu videoclipuri și imagini din culise.
Pe 12 decembrie 2003, documentarul Anatomy of t.A.T.u. a fost difuzat la televiziunea rusă, dezvăluind că Lena și Iulia nu erau, de fapt, lesbiene. Documentarul a urmărit parcursul trupei în cadrul concursului Eurovision și a oferit detalii despre controlul impus de Șapovalov asupra proiectului.

### 2004-2006:Dangerous and MovingșiLyudi Invalidy
Începutul anului 2004 a marcat o schimbare majoră pentru t.A.T.u., care și-au încheiat legal contractul cu Ivan Șapovalov⁠(d) și Neformat. În lunile premergătoare despărțirii, trupa și Șapovalov au fost filmați pentru un reality show difuzat pe STS în Rusia, intitulat Podnebesnaia⁠(d). Acesta urmărea procesul de înregistrare a celui de-al doilea album, însă cu puțin succes din cauza relației tensionate cu producătorul. Documentarul a fost difuzat între ianuarie și martie 2004.
Despărțirea a fost învăluită în zvonuri până la difuzarea emisiunii, care a arătat că trupa a plecat din cauza lipsei de interes și implicare a lui Shapovalov. Membrii trupei au declarat că muzica produsă nu era de calitate și că producătorul era mai preocupat să creeze scandaluri decât să le sprijine artistic. Volkova a declarat: „El [Ivan] își pierde timpul inventând scandaluri, în loc să planifice munca noastră artistică. Sunt sigură că fanii noștri preferă să audă melodii și albume noi, nu scandaluri noi.” Katina a adăugat: „Ne-a făcut să părem lesbiene, când noi doar cântam pentru lesbiene. Am vrut ca oamenii să le înțeleagă și să nu le judece. Că sunt la fel de libere ca oricine altcineva.” 
Într-unul dintre ultimele episoade, Volkova a menționat că urma să meargă în Statele Unite în primăvara lui 2004 pentru a înregistra cu noi producători, dar planurile au fost amânate după ce a rămas însărcinată. 
Ulterior, Volkova s-a alăturat din nou Lenei Katina și fostului producător Sergio Galoyan⁠(d) pentru a lucra la noul album. Trupa a fost susținută de casa de discuri Universal Music International, care le-a ajutat să găsească piese și producători potriviți. În august 2005, au fost anunțate primele două single-uri: All About Us⁠(d) pentru albumul în engleză și Liudi Invalidî pentru cel în rusă.
Pe 5 octombrie 2005, trupa a lansat Dangerous and Moving, cel de-al doilea album în limba engleză. Varianta în limba rusă, Liudi invalidî, a fost lansată pe 19 octombrie. All About Us⁠(d) a avut succes internațional, intrând în top 10 în majoritatea clasamentelor europene. Al doilea single, Friend or Foe⁠(d), a fost lansat curând după, iar odată cu videoclipul său, managementul trupei l-a înlocuit pe toboșarul Roman Ratej cu Steve „Boomstick” Wilson și a numit un nou basist, Domen Vajevec.
Pe 25 martie 2006, t.A.T.u. au fost premiate cu Best Group la prima ediție a TRL Awards.
Pe 17 aprilie 2006, trupa a revenit în televiziunea rusă cu reality show-ul T.A.T.u. Expedition, difuzat pe Muz TV⁠(d). Emisiunea a documentat promovarea noului album și filmările videoclipului celui de-al treilea single, Gomenasai⁠(d). Videoclipul și melodia au reprezentat o schimbare semnificativă față de stilul obișnuit al trupei, ceea ce a lăsat o parte dintre fani dezamăgiți. 
t.A.T.u. au început turneul Dangerous and Moving Tour pe 28 aprilie 2006, cu un concert în Sankt Petersburg. Pe 30 august 2006, site-ul oficial a anunțat că trupa s-a despărțit de casa de discuri Universal/Interscope.
Pe 21 noiembrie 2006, autoritățile Republicii Komi din Rusia au intentat un proces împotriva formației t.A.T.u. din cauza albumului și piesei „Liudi invalidî” din cauza titlului care se traduce prin „persoane cu dizabilități”. Leonid Vakuev, un reprezentant al drepturilor omului pentru Republica Komi, a interpretat piesa ca fiind îndreptată împotriva persoanelor cu dizabilități și a citat cuvintele scrise în booklet-ul albumului, care spuneau: „[Liudi Invalidî] nu știu ce înseamnă să fii o ființă umană. Sunt falsuri în interiorul formei umane. Ei nu trăiesc, ci — funcționează.” Katina a spus: „Desigur, ne-am referit la invalizi morali, oameni care nu au [un] suflet și sentimente umane.” Când a fost întrebată dacă au ceva împotriva persoanelor cu dizabilități, ea a declarat că i se pare ofensator să se refere la oameni prin acel termen și a adăugat: „Facem poze împreună și ne asigurăm că au locuri prioritare [la concerte].”
Katina a clarificat că expresia se referea la „invalizii morali”, adică la persoanele lipsite de suflet și sentimente umane. Când a fost întrebată dacă trupa are ceva împotriva persoanelor cu dizabilități, ea a răspuns că i se pare ofensator ca acestea să fie numite astfel și a adăugat: „Facem poze împreună și le asigurăm locuri prioritare la concerte.”
În 2006, politicianul rus Aleksei Mitrofanov a propus ca t.A.T.u. să primească Ordinul Prieteniei, însă propunerea a fost respinsă de Duma de Stat. Mai târziu, Mitrofanov a scris un roman inspirat de duo, intitulat T.A.T.u. Come Back⁠(d) (ТАТУ КАМ БЭК), care a fost transformat ulterior în filmul You and I. 

### 2007-2010:Vesiolie UlîbkișiWaste Management
Pe 17 mai 2007, t.A.T.u. a emis o declarație adresată fanilor lor gay: „Când al doilea album al t.A.T.u. a apărut, mulți dintre fanii noștri cu orientare sexuală alternativă au crezut că am mințit și i-am trădat. Acest lucru nu este adevărat! Nu am făcut niciodată asta și am susținut întotdeauna iubirea fără limite.”  Pe 26 mai, au zburat spre Moscova pentru a participa la demonstrația Moscow Gay Pride⁠(d).
Pe 12 septembrie 2007, grupul a lansat DVD-ul de concert „Truth”. A fost prima lansare a grupului de la plecarea de la Universal. La sfârșitul anului 2007, „Белый Плащик”, „Belii Plașcik”, primul single de pe viitorul lor album în limba rusă, a fost lansat. Proiectul era cunoscut atunci sub numele de „Управление Отбросами”, „Upravlenie Otbrosami”, care se traduce prin „Gestionarea Deșeurilor”. Al doilea single, „220” („Двести Двадцать”, „Dvesti Dvadțat”), a avut premiera radio în mai 2008, iar videoclipul muzical a fost lansat pe canalul lor oficial de YouTube pe 5 iunie 2008. „Belii Plașcik” și „220” au fost principalele atracții pe o lansare specială cunoscută sub numele de „Hyperion-Plate⁠(d)”, primul EP lansat vreodată de duo. EP-ul a fost lansat pe 8 mai 2008 și a inclus conținut multimedia, inclusiv muzică, videoclipuri, tonuri de apel și imagini de fundal. 
La momentul lansării „Hyperion-Plate⁠(d)”, „Upravlenie otbrosami / Управление отбросами” era programat să ajungă în magazine în iunie 2008. EP-ul includea un poster care anunța acea dată, precum și un cupon care oferea o reducere la album, cu termen de expirare 30 iunie 2008. Totuși, programul de lansare s-a oprit brusc pe 5 iunie 2008, când managerul t.A.T.u., Boris Renski, a anunțat că Iulia Volkova era grav bolnavă. Boala Volkovei a forțat anularea unui concert în Santa Clara, CA, iar cântăreața nu a fost văzută în public până la nunta producătorului Serghei Konov⁠(d) pe 5 iulie 2008. Duoul a revenit la muncă la sfârșitul lunii august, când s-a raportat că t.A.T.u. vor fi imaginea campaniilor de toamnă și iarnă ale designerului de modă Marc Jacobs⁠(d) în Rusia.
Pe 9 septembrie 2008, un comunicat de presă a apărut pe site-ul oficial al duo-ului, anunțând că viitorul album va fi intitulat „Веселые Улыбки”, „Veselîe Ulîbki” („Zâmbete Vesele”) în loc de „Upravlenie otbrosami” („Gestionarea Deșeurilor”). Schimbarea numelui reflecta comentarii sarcastice despre starea industriei muzicale ruse făcute de Volkova și Katina într-un interviu pentru revista Time Out Moscow.  Comunicatul de presă a furnizat și lista pieselor albumului și o versiune preliminară a copertei, dar încă nu a fost confirmată o dată de lansare. Pe 12 septembrie, al treilea single al albumului, „You and I”, și-a făcut debutul la Love Radio⁠(d). Comunicatul de presă a dispărut curând de pe site, doar pentru a reapărea pe 8 octombrie cu o schimbare a copertei — unde inițial se afla fața unui astronaut zâmbitor, acum apărea un pătrat negru.
Pe 15 octombrie, site-ul t.A.T.u. a anunțat că „Veselîe Ulîbki” va fi lansat pe 21 octombrie 2008, începând cu un eveniment special în două magazine Soyuz din Moscova, unde fanii puteau întâlni fetele și obține autografe. Albumul a fost pus în vânzare și pe magazinul oficial t.A.T.u. pe 18 octombrie, cu un număr limitat de cumpărători primind un set de cărți poștale în ediție limitată ca premiu. Melodiile au fost de asemenea disponibile internațional prin magazinul digital iTunes. La lansare, a devenit evident că albumul avea practic două coperți — coperta cu astronautul era un slipcase, în timp ce designul original folosit pentru „Upravlenie otbrosami” apărea în interior. Pătratul negru din comunicatul de presă ascundea o scenă de pe Marte. 
Pe 23 octombrie, t.A.T.u. a apărut la „The 7 Premieres” cu Vladimir Polupanov pentru a-și promova noul album. De asemenea, au fost subiectul unui mini-reality show pe site-ul Russia.ru. Pe 21 octombrie 2008, „Veselîe Ulîbki” a fost lansat internațional pe magazinele de muzică online.  Pe 28 noiembrie, t.A.T.u. a primit premiul Legenda MTV la MTV Russia Music Awards 2008.
În martie 2009, un comunicat a fost publicat pe site-ul duo-ului și pe MySpace, anunțând că duo-ul nu va mai fi un proiect „full-time” și că Katina și Volkova lucrează la proiecte solo. Au menționat, de asemenea, că al treilea videoclip va fi lansat pe 17 aprilie pe MTV Russia⁠(d). Single-ul albumului, „Snegopadî”, a fost în cele din urmă lansat, împreună cu videoclipul său muzical. 
Fetele au susținut un concert special la Eurovision Song Contest 2009 pe 10 mai. De asemenea, au fost incluse ca act de interval pe 12 mai, la prima semifinală, interpretând „Not Gonna Get Us⁠(d)” alături de Corul Armatei Ruse.
Pe 13 iulie, grupul a lansat single-ul „Snowfalls”. Melodia a fost lansată digital la nivel mondial, împreună cu videoclipul său muzical.  Al doilea single al albumului, „White Robe⁠(d)”, a fost lansat online de Coqueiro Verde Records și a avut premiera pe canalul YouTube al t.A.T.u.  Site-ul oficial al t.A.T.u. a anunțat că videoclipul a fost disponibil pentru vot pe MTV Brazilia pe 10 noiembrie 2009.  Pe 3 decembrie, videoclipul „White Robe⁠(d)” a ajuns pe locul întâi la MTV Brazilia. Pe Twitter s-a anunțat că albumul va fi lansat în Brazilia pe 25 ianuarie 2010 de către Coqueiro Verde Records.  Albumul a fost lansat ulterior la nivel mondial digital și a primit recenzii favorabile din partea criticilor. Albumul nu s-a vândut foarte bine și s-a raportat că a vândut doar peste 1000 de copii în Statele Unite, până în decembrie 2010. 
Al treilea single de pe album a fost „Sparks⁠(d)”, versiunea în engleză a piesei „220”. A fost lansat în Brazilia și pe canalul oficial de YouTube al t.A.T.u. pe 13 aprilie 2010. Pe 31 martie 2010, a fost lansat un concurs în care fanii puteau remixa melodiile preferate ale t.A.T.u. de pe noul album. Mixurile câștigătoare urmau să fie incluse pe un viitor album remix.
Julia a făcut senzație în Rusia cu un interviu în care și-a exprimat opinia despre cariera solo a Lenei: „Are dreptul să [cânte piesele t.A.T.u.], dar este atât de stupid, absolut stupid. Dacă ai o carieră solo, înseamnă că faci propria ta muncă. Ce creează ea, cred că este prostesc și foarte curând cariera ei se va ofili și va dispărea.” Lena a răspuns la acest interviu prin pagina ei de YouTube: „Am văzut interviul Iuliei. Desigur, m-a supărat. Dar vreau să spun tuturor că am o atitudine complet opusă față de întreaga situație, inclusiv față de proiectul Iuliei. Cred că este o persoană foarte talentată și sper din toată inima că va avea succes în toate lucrurile pe care le plănuiește." 
În iulie, Lena a făcut o apariție la o stație de radio unde a fost întrebată despre viitorul duo-ului. Lena a răspuns spunând: „Viața s-a schimbat mult. Eu și Iulia lucrăm acum la proiectele noastre. Eu, de exemplu, voi călători la Los Angeles sâmbăta aceasta, unde voi continua să lucrez la albumul meu. Și pregătesc un spectacol mare la San Francisco în septembrie, așa că acum nu plănuim să reformăm t.A.T.u., cu siguranță nu în viitorul apropiat. Acum vrem cu adevărat să ne concentrăm doar pe propriile noastre proiecte.” Lena Katina și întreaga ei trupă au susținut primul ei concert major solo în San Francisco pe 17 septembrie 2010. 

### 2011: Destrămarea
La sfârșitul lunii martie 2011, managementul t.A.T.u. a publicat un comunicat de presă pe site-ul oficial, anunțând sfârșitul trupei. Din cauza conflictelor dintre cele două membre și a dorinței lor de a urma cariere solo, trupa a fost declarată oficial destramată. Duo-ul și-a încheiat discografia cu un album dublu de remixuri pentru Waste Management. Managementul a mulțumit fanilor pentru loialitatea lor de-a lungul celor doisprezece ani de activitate ai trupei.
După despărțire, ambele artiste s-au concentrat pe carierele solo, atât în muzică, cât și în film. În august 2011, Lena a lansat primul său single solo, Never Forget⁠(d), care a ajuns pe primul loc în topul US Hot Dance Club Songs pentru o săptămână. Volkova a lucrat, de asemenea, la albumul său de studio și a lansat două single-uri, All Because of You și Didn't Wanna Do It⁠(d), însă acestea nu au reușit să atragă atenția în topurile muzicale. În anul următor, ea a confirmat că va juca în filmul 9 1/2 Zombies.

### 2012-2021: Consecințe și certurile dintre Volkova și Katina
Pe 2 octombrie 2012, Cherrytree Records⁠(d)/Universal Russia a anunțat că va lansa o reeditare specială a albumului 200 km/h in the Wrong Lane⁠(d) al trupei t.A.T.u. Ediția „10th Year Anniversary Edition” a inclus o grafică nouă, o melodie nelansată anterior din sesiunile din 2002, A Simple Motion⁠(d), un remix nou al piesei All the Things She Said⁠(d) realizat de producătorul Fernando Garibay⁠(d), precum și melodii remasterizate. Pe 24 octombrie 2012, Cherrytree Records⁠(d) a publicat lista oficială a pieselor albumului; aceasta a fost prezentată sub forma unei note adresate fanilor, scrisă de mână și semnată de Iulia și Lena. Albumul a fost lansat pe 12 noiembrie 2012.
Pe 11 decembrie 2012, Lena și Iulia s-au reunit pentru a apărea ca invitați muzicali la Vocea României. A fost prima lor apariție împreună după trei ani. Duo-ul t.A.T.u. a interpretat All About Us⁠(d) și All the Things She Said⁠(d) în timpul emisiunii. Înainte de acest eveniment, ele au apărut și la radio PRO FM, precum și la Happy Hour (actualul La Măruță). De asemenea, au acordat un interviu pentru Urban.ro.
După reeditare, grupul a fost intervievat de Bradley Stern pentru MuuMuse și a fost întrebat despre o posibilă reuniune și despre relația dintre membre. Volkova a declarat: „Nu ținem legătura”, iar Katina a adăugat: „Doar atunci când ne vedem. Avem vieți foarte diferite în țări diferite acum. Totuși, nu suntem certate.” În ceea ce privește o reuniune, Katina a spus: „Cred că există întotdeauna o șansă pentru orice în viață. Poate...” Volkova a menționat că, deși nu este „pregătită pentru asta”, „acest lucru nu ne va opri să ne reunim pentru spectacole comune. Vom vedea ce se întâmplă!”
În aprilie 2013, grupul a anunțat că va susține un concert live într-un club VIP din Rusia. Lena a menționat și că „Revenirea t.A.T.u. este foarte posibilă, discutăm despre asta chiar acum.” După ce Volkova a suferit a doua operație la ligamente, ea a confirmat oficial că ea și Katina plănuiau reunirea trupei t.A.T.u. Cu toate acestea, la scurt timp după, Volkova a declarat într-un interviu că nu se vor reuni. Katina a afirmat, de asemenea, că prioritatea sa era cariera solo și că, dacă t.A.T.u. se va reuni, va fi doar pentru proiecte mici, precum reclame și concerte.
Pe 27 septembrie 2013, t.A.T.u. a susținut un concert la Kiev, Ucraina. La scurt timp după aceea, ele au purtat din nou costumele de școlărițe din primul album pentru o reclamă japoneză la Snickers. În timpul șederii lor în Japonia, au interpretat live All the Things She Said⁠(d) în Tokyo.
Duo-ul a cântat înaintea ceremoniei de deschidere a Jocurilor Olimpice de iarnă din 2014 de la Soci, alături de pianistul virtuoz Denis Matsuev⁠(d) și soprana Anna Netrebko, care a interpretat imnul olimpic. Presa a exprimat confuzie cu privire la această apariție, având în vedere lipsa drepturilor LGBT în Rusia, în special în contextul controversatei legi rusești care interzice „propaganda gay” adresată minorilor. Directorul ceremoniei, Konstantin Ernst⁠(d), a explicat că Not Gonna Get Us⁠(d) a fost aleasă deoarece este una dintre puținele piese pop rusești recunoscute la nivel internațional.
La scurt timp după spectacolul de la Olimpiadă, grupul a anunțat un nou single, Liubov v Kajdom Mgnovenii (Love in Every Moment), în colaborare cu rapperul rus Ligalize⁠(d) și muzicianul canadian Mike Tompkins⁠(d).
Pe 17 februarie 2014, Katina a postat un videoclip pe canalul său oficial de YouTube, anunțând că nu va mai colabora cu Julia și că t.A.T.u. nu mai există ca grup. Totuși, pe 20 februarie, Volkova a publicat un alt videoclip, afirmând că „nu există o mare reuniune”, dar că t.A.T.u. continuă să aibă „proiecte comune”. Ea a criticat și interpretarea mesajului transmis de Katina și a confirmat că vor filma videoclipul pentru noul single. Pe 5 martie 2014, Volkova a postat un nou videoclip pe YouTube, afirmând că, deși există „motive de neliniște serioasă din partea Lenei” cu privire la ea, colaborarea dintre ele era totuși posibilă, făcând referire la lansarea noului lor single și videoclip.
Pe 6 aprilie 2014, videoclipul piesei Love in Every Moment a fost lansat pe pagina de YouTube Cornetto Ru, în care Lena și Julia au filmat scenele separat. Spre finalul videoclipului, Volkova apare interacționând cu o dublură a Katinei, al cărei chip este ascuns. Piesa face parte din proiectul A Sight of Cupid, care conține mai multe scurtmetraje despre dragoste. În filmul Together Apart, duo-ul este portretizat ca fiind Cupidon. Pe 22 mai 2014, ambele cântărețe au prezentat filmul la Festivalul de Film de la Cannes. Din cauza conflictului dintre ele și a dorinței Katinei de a nu interacționa cu Volkova, au oferit interviuri separate. Volkova a anunțat într-un interviu pentru presa italiană că filmul va fi ultima colaborare dintre ea și Katina. În ciuda tensiunilor, pe rețelele sociale, precum Facebook și Twitter, a circulat o petiție numită #tATuComeback, prin care fanii sperau ca fostul duo să-și rezolve conflictele și să revină pe scenă.
Pe 16 mai 2016, duo-ul s-a reunit public la aniversarea de 25 de ani a grupului muzical pentru copii Neposedy⁠(d), din care au făcut parte ambele înainte de formarea t.A.T.u. Acolo, Lena a interpretat piesa sa All Around the World, iar împreună cu Julia și copiii din trupă au cântat Nas ne dogoneat (Not Gonna Get Us).
Pe 8 iunie 2021, un interviu-documentar despre povestea t.A.T.u., intitulat t.A.T.u.: 20 de ani mai târziu! Cel mai mare grup rusesc din lume (în rusă ТАТУ: 20 лет спустя! Главная российская группа в мире), a fost publicat pe canalul jurnalistei Ksenia Sobceak pe YouTube. Documentarul a abordat formarea grupului, controversele din trecut și evoluțiile personale și profesionale ale Katinei și Volkovei după destrămarea trupei. Au fost incluse și interviuri cu fostul producător al trupei, Ivan Șapovalov⁠(d), și cu mama Lenei Katina. Cele două artiste au fost intervievate separat, deoarece Katina a refuzat un interviu comun. Documentarul a devenit cel mai vizionat videoclip pe YouTube în Rusia în ziua următoare publicării sale.

### 2022-Prezent: t.A.T.u. s-a reunit și a revenit pe scenă după o lungă pauză.
Katina a anunțat că t.A.T.u. vor reveni pe scenă în 2022. Ele au participat la concertul tribut t.A.T.u., care inițial trebuia să aibă loc în 2021. Totuși, din cauza problemelor persistente legate de pandemia de COVID-19, au decis să amâne evenimentul până în primăvara anului 2022. În septembrie 2022, Katina și Volkova au cântat din nou împreună sub numele t.A.T.u. pe stadionul Dinamo din Minsk, ca parte a evenimentului Ovion Show.  Acest concert a fost urmat de un alt spectacol la un eveniment sportiv pe stadionul Gazprom din Sankt Petersburg, în mai 2023. În iulie 2025, s-au reunit din nou pentru un concert la Mriya Resort din Ialta, Crimeea,  care este recunoscută la nivel internațional ca parte a Ucrainei.

## Componența trupei
Trupa era formată din Iulia Volkova și Lena Katina.

## Discografie

### Albume
| An   | Titlu                                                                         | Poziții | Poziții | Poziții | Poziții | Poziții | Poziții | Poziții | Poziții | Vânzări   |
| An   | Titlu                                                                         | US      | UK      | RUS     | JAP     | MEX     | FRA     | POL     | GER     | Vânzări   |
| ---- | ----------------------------------------------------------------------------- | ------- | ------- | ------- | ------- | ------- | ------- | ------- | ------- | --------- |
| 2001 | 200 по встречной - album de studio - 21 mai 2001 - Format: CD                 | –       | –       | 1       | 123     | –       | –       | 1       | –       | 2 000 000 |
| 2002 | 200 km/h in the Wrong Lane - album de studio - 10 decembrie 2002 - Format: CD | 13      | 14      | 1       | 1       | 2       | 8       | 1       | 3       | 5 750 000 |
| 2003 | t.A.T.u. Remixes - album cu remixe - 26 septembrie 2003 - Formate: CD + DVD   | –       | –       | –       | 105     | –       | –       | –       | –       | 100 000   |
| 2005 | Dangerous and Moving - album de studio - 5 octombrie 2005 - Format: CD        | 131     | 79      | 1       | 4       | 2       | 23      | 25      | 12      | 1 200 000 |
| 2005 | Люди Инвалиды - album de studio - 19 octombrie 2005 - Format: CD              | –       | –       | 1       | –       | 18      | –       | –       | –       | 1 000 000 |
| 2006 | The Best - album cu hituri mai mari - 11 septembrie 2006 - Formate: CD + DVD  | –       | –       | 2       | –       | 5       | –       | 65      | –       | 500 000   |
| 2008 | Весёлые Улыбки - album de studio - 21 octombrie 2008 - Formate: CD            | –       | –       | –       | –       | –       | –       | –       | –       |           |
| 2009 | Waste Management - album de studio - 15 decembrie 2009 - Formate: CD          | –       | –       | –       | –       | –       | –       | –       | –       |           |

### DVD-uri
- „T.A.T.u: The Video Collection⁠(d)” (2002)
- „Screaming for More⁠(d)” (2003)
- „Podnebesnaia⁠(d) ” (2004)
- „Anatomy of t.A.T.u.” (2004)
- „T.A.T.u. Expedition” (2006)
- „Truth: Live in St. Petersburg” (2007)

## Filmografie
- Anatomy of t.A.T.u. (2003)
- Podnebesnaya⁠(d) (2003)
- Screaming for More⁠(d) (2003)
- You and I⁠(d) (2012)
- Together Apart (2014)

## Turnee
- 200 Po Vstrechnoy Tour (2001–2002)
- Show Me Love Tour (2003)
- Dangerous and Moving Tour (2005–2007)